# Klecksographie

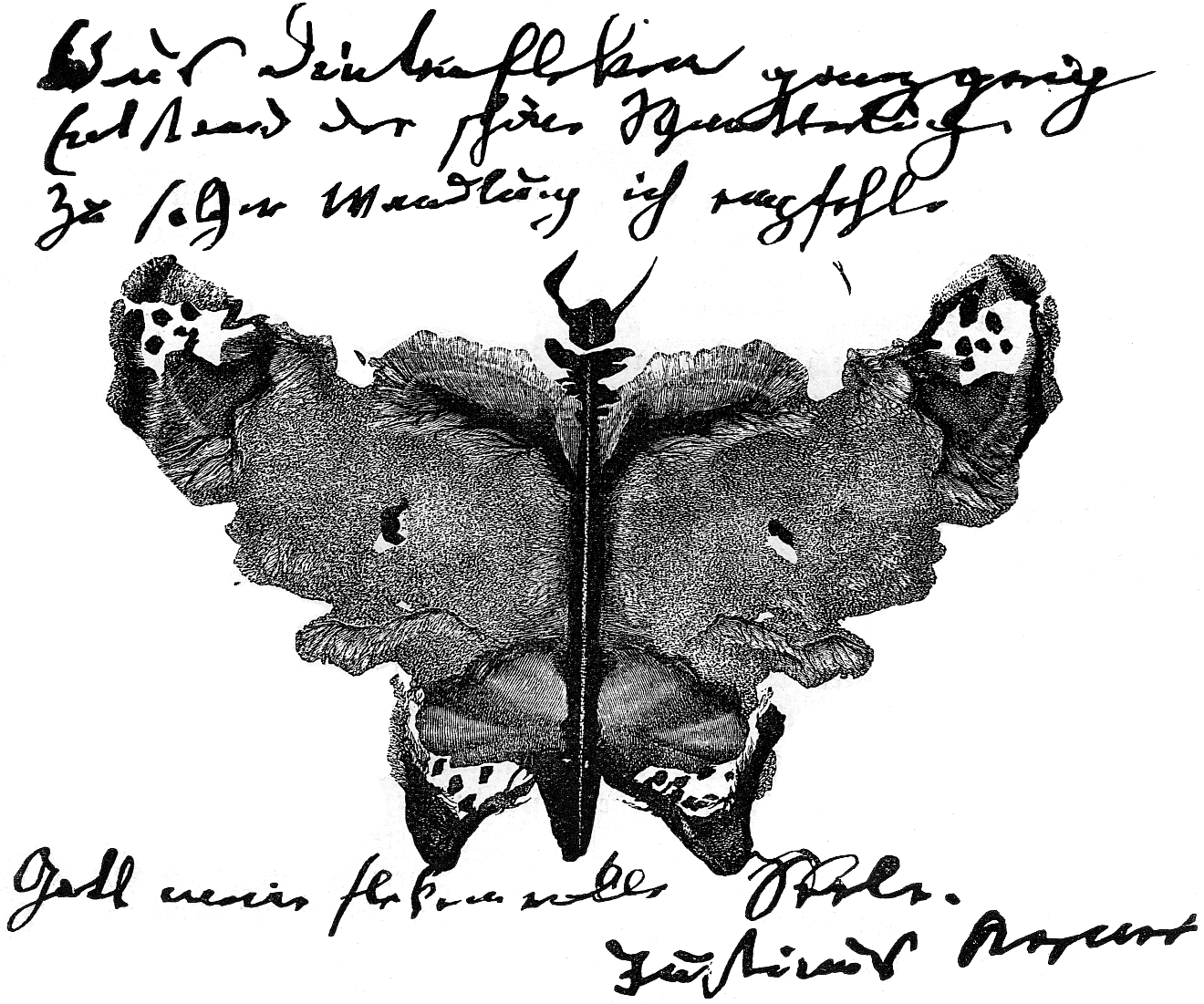
Klecksographie Justinus Kerners

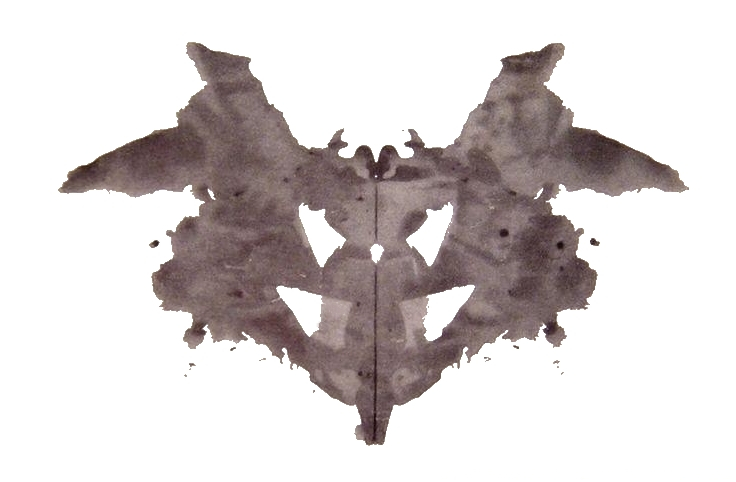
Faltbild von Hermann Rorschach

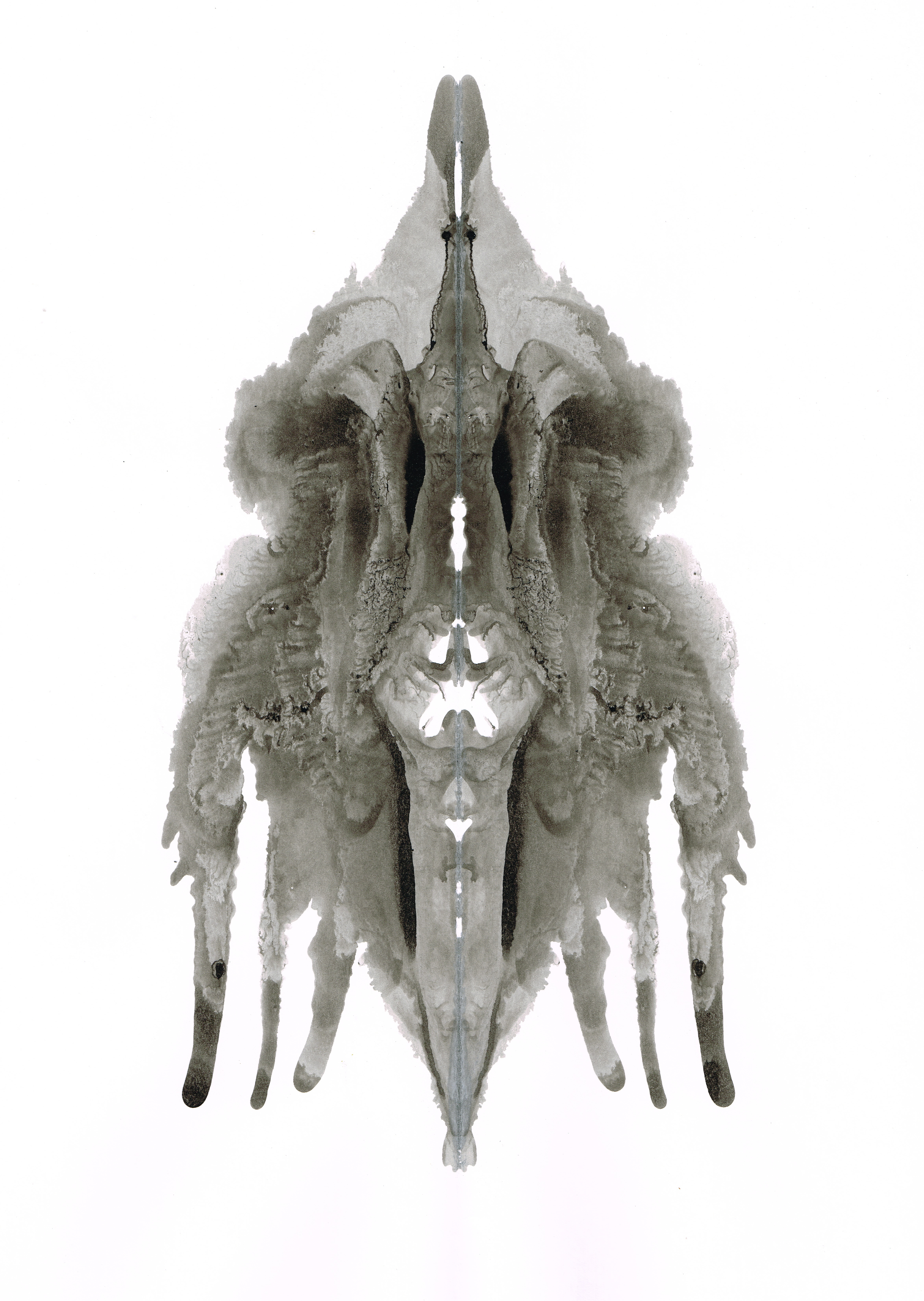
Faltbild von J. Sophia Sanner

Als Klecksographie (oder Faltbilder) bezeichnet man die Darstellung von Mustern und Figuren aus Farbklecksen.
Im 19. Jahrhundert entstanden Klecksographien aus Tintenklecksen, ein Nebenprodukt des Schreibens mit der Feder; daher waren vor allem Literaten leidenschaftliche Klecksographen, wie George Sand und Victor Hugo. Sie sahen im Klecks Figuren und arbeiteten diese mit wenigen Federstrichen heraus. Oft regten sie die gefundenen Motive dazu an, kleine Gedichte oder Geschichten zu verfassen. Der deutsche Arzt, medizinische Schriftsteller und Dichter Justinus Kerner brachte ein Büchlein heraus, dem er den Titel „Klecksographien“ gab und diesen Begriff prägte.
Da die Interpretation der Kleckse von den Erfahrungen und Einstellungen des Betrachters abhängt und somit Rückschlüsse auf die Psyche des Betrachters möglich sind, fand sie Anfang des 20. Jahrhunderts Eingang in die Psychodiagnostik. Die Interpretation der Tintenkleckse wurde zur Grundlage des von dem Schweizer Psychiater und Psychoanalytiker Hermann Rorschach erstmals 1921 veröffentlichten projektiven diagnostischen Verfahren (Rorschach-Test).
Kerner und Rorschach falteten das Papier, auf dem sie Kleckse aus Tinte aufgebracht hatten, in der Mitte. So entstanden symmetrische Darstellungen, die man als gegenständliche Darstellungen interpretieren kann. In der Kunst der Gegenwart ist der Kaffeeklecks oft Impulsgeber für phantasievolle Zeichnungen und ihre Interpretation. Im Hirameki werden Farbkleckse verwendet. Diese amöben Gestalten inspirieren den Betrachter zum Gestaltsehen, was auch als Pareidolie bezeichnet wird. Mit wenigen Strichen werden entweder die Kleckse selbst zu einem Motiv ergänzt oder der Negativraum wird zum bildgebenden Raum (siehe auch Figur-Grund-Wahrnehmung).
Die Klecksographie ist der Apophänischen Malerei zuzuordnen, da sie in einem Zufallsprodukt (dem Klecks) endet und der Deutung des „Gesehenen“ eine besondere, individuelle Bedeutung zukommt, die das Kunstwerk aus sich heraus nicht hat (Apophänie). So hat Justinus Kerner kleine Gedichte zu seinen Figuren geschrieben. Die Berliner Künstlerin Hoploid, Kaffeekleckskünstlerin, spricht von der „Inversion des Illustrationsprozesses“: Illustration bebildert hier keine Geschichte, sondern das zufällig entstehende, individuell interpretierte Bild erzählt seinerseits eine Geschichte.
Vertreter der Klecksographie der Gegenwart sind Peng und Hu (Hirameki), Hoploid, Stefan Kuhnigk, J. Sophia Sanner.
Eine kleine Ausstellung im Graphischen Kabinett des Kölner Wallraf-Richartz-Museum & Fondation Corboud widmete sich unter dem Titel Die Klecksographie – Zwischen Fingerübung und Seelenschau vom 9. August bis zum 13. Oktober 2013 dem Thema.
In der Dauerausstellung Unterm Parnass des Schiller-Nationalmuseums in Marbach sind zahlreiche Klecksographien aus Justinus Kerners Buch Klecksographien ausgestellt.